# Dolina Drwęcy (Natura 2000)
Dolina Drwęcy (PLH280001) – obszar mający znaczenie dla Wspólnoty, projektowany specjalny obszar ochrony siedlisk w ramach programu Natura 2000 w województwach warmińsko-mazurskim i kujawsko-pomorskim. Zajmuje powierzchnię 12 561,5 ha. Obejmuje całą długość rzeki Drwęcy (207 km) wraz z jej dopływami na długości: Grabiczek – 19,5 km, Dylewka – 14,9 km, Poburzanka – 3,5 km, Gizela – 9,5 km, Iławka – 7,6 km, Wólka – 6,6 km, Wel – 14,6 km. Obszar „Dolina Drwęcy” leży w mezoregionach: Pojezierze Olsztyńskie, Garb Lubawski, Dolina Drwęcy, Pojezierze Brodnickie, Pojezierze Dobrzyńskie, Kotlina Toruńska. Zatwierdzony został w 2008 roku.

## Charakterystyka

### Ukształtowanie terenu
Obszar dorzecza Drwęcy ukształtowany został podczas zlodowacenia północnopolskiego. Charakteryzuje się dużym urozmaiceniem wysokości. Najwyższy punkt (312 m n.p.m.) znajduje się na Górze Dylewskiej, a najniższy w ujściu Drwęcy do Wisły (średnio ok. 36,6 m n.p.m.). Główne formy terenu występujące w Dolinie Drwęcy to faliste moreny denne, ciągi moren czołowych, równiny sandrowe oraz rynny polodowcowe. Wysokość stromych zboczy rynien przekracza w wielu miejscach 50 m. Są one wykorzystywane przez dopływy Drwęcy, często też występują w nich jeziora i torfowiska. Większość jezior zgrupowana jest w okolicach Iławy i Ostródy. Powyżej Brodnicy rzeka płynie przełomowym odcinkiem w głębokiej na 50 m dolinie i wąskiej na 1–2 km koło Nowego Miasta Lubawskiego. Powyżej odcinka przełomowego dolina rozszerza się i jest użytkowana rolniczo.

### Ekologia
Liczba i różnorodność siedlisk przyrodniczych wymienionych w załączniku nr 2 dyrektywy siedliskowej decyduje o wysokim potencjale ekologicznym Doliny Drwęcy. Należy ją traktować jako ponadregionalny ekosystem przyrodniczy. Z powodu swojej długości stanowi ważny korytarz ekologiczny o znaczeniu krajowym, który łączy Dolinę Wisły i Pojezierze Mazurskie. Rzeka jest korytarzem dla migracji minogów i ryb, natomiast dolina dla dużych ssaków i ptaków będących przedmiotem ochrony obszaru specjalnej ochrony ptaków Bagienna Dolina Drwęcy. Drwęca i jej dorzecze objęte jest krajowym programem restytucji ryb wędrownych, zaś rzeka Wel jest wymieniana jako jeden z głównych cieków dorzecza Drwęcy o walorach kwalifikujących go jako podstawowe tarlisko anadromicznych ryb wędrownych i siedlisko ryb prądolubnych. Na Drwęcy funkcjonuje obecnie 7 obrębów ochronnych ryb. Ponadto dorzecze rzeki Drwęcy powinno podlegać szczególnej ochronie, gdyż w jej dolnej części w Lubiczu wykorzystywane jest od 1978 r. powierzchniowe ujęcie wody zaopatrujące Toruń.

## Typy chronionych siedlisk przyrodniczych występujących w Dolinie Drwęcy

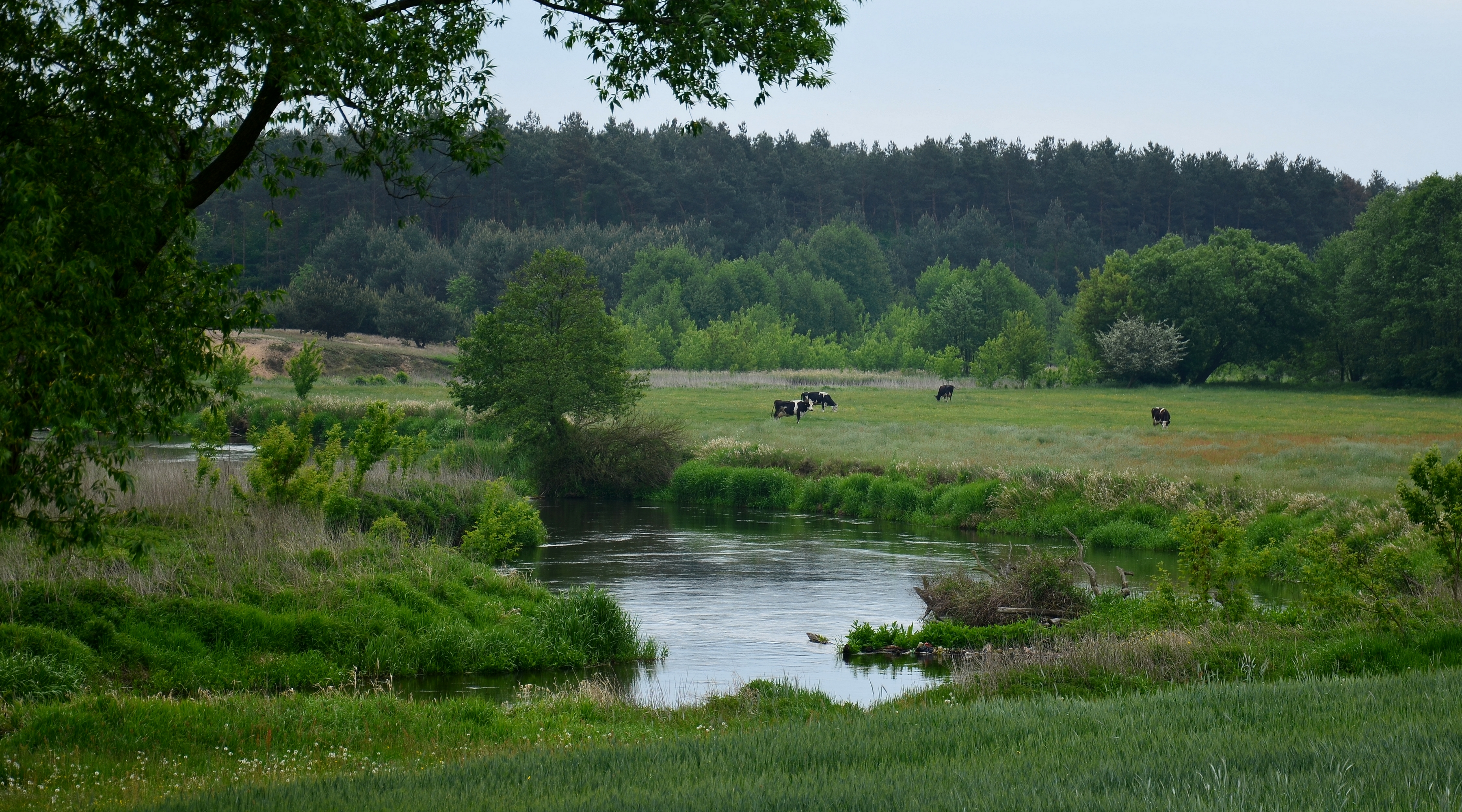
Wypas bydła na łąkach Doliny Drwęcy jako przykład rolnictwa ekstensywnego

- brzegi lub osuszane dna zbiorników wodnych (5,6 ha)
- starorzecza i naturalne eutroficzne zbiorniki wodne (1176,59 ha)
- naturalne, dystroficzne zbiorniki wodne (16,97 ha)
- zalewane muliste brzegi rzek (okresowo)
- zmiennowilgotne łąki trzęślicowe (1,38 ha)
- ziołorośla górskie (9,89 ha) i ziołorośla nadrzeczne (9,78 ha)
- niżowe i górskie świeże łąki użytkowane ekstensywnie (526,09 ha)
- torfowiska wysokie z roślinnością torfotwórczą (3,93 ha)
- torfowiska przejściowe i trzęsawiska (17,5 ha)
- obniżenia na podłożu torfowym
- górskie i nizinne torfowiska zasadowe o charakterze młak, turzycowisk i mechowisk (1,89 ha)
- grąd środkowoeuropejski i subkontynentalny (208,81 ha)
- łęgi wierzbowe, topolowe, olszowe i jesionowe (256,63 ha)
- łęgowe lasy dębowo-wiązowo-jesionowe (7,77 ha)
- grąd subatlantycki (304,84 ha)
- żyzne buczyny (112,43 ha)
- kwaśne buczyny (21,64 ha)
- bory i lasy bagienne (21,59 ha)
- nizinne i podgórskie rzeki ze zbiorowiskami włosieniczników Ranunculion fluitantis (4,92 ha)
- wydmy śródlądowe z murawami napiaskowymi (1,51 ha)
- jeziora lobeliowe (1,26 ha)

## Inne formy ochrony przyrody
W obrębie obszaru Natura 2000 „Dolina Drwęcy” znajdują się 3 rezerwaty przyrody: „Rzeka Drwęca”, „Jar Grądowy Cielęta” i „Jezioro Czarne”.
Tereny „Doliny Drwęcy” wchodzą w skład następujących wielkoobszarowych form ochrony przyrody:
- Welski Park Krajobrazowy
- Brodnicki Park Krajobrazowy
- Obszar Chronionego Krajobrazu Wzgórz Dylewskich
- Obszar Chronionego Krajobrazu Kanału Elbląskiego
- Obszar Chronionego Krajobrazu Jeziora Mielno
- Obszar Chronionego Krajobrazu Doliny Drwęcy
- Obszar Chronionego Krajobrazu Doliny Dolnej Drwęcy
- Obszar Chronionego Krajobrazu Doliny Górnej Drwęcy
- Obszar Chronionego Krajobrazu Doliny Rzeki Wel
- Obszar Chronionego Krajobrazu Lasów Taborskich

Część terytorium obszaru „Dolina Drwęcy” jest także objęta ochroną w formie obszarów specjalnej ochrony ptaków, również stanowiących część sieci Natura 2000, są to: „Bagienna Dolina Drwęcy” PLB040002 i „Dolina Dolnej Wisły” PLB040003 (niewielki fragment przy ujściu Drwęcy do Wisły).